# Huile de chanvre

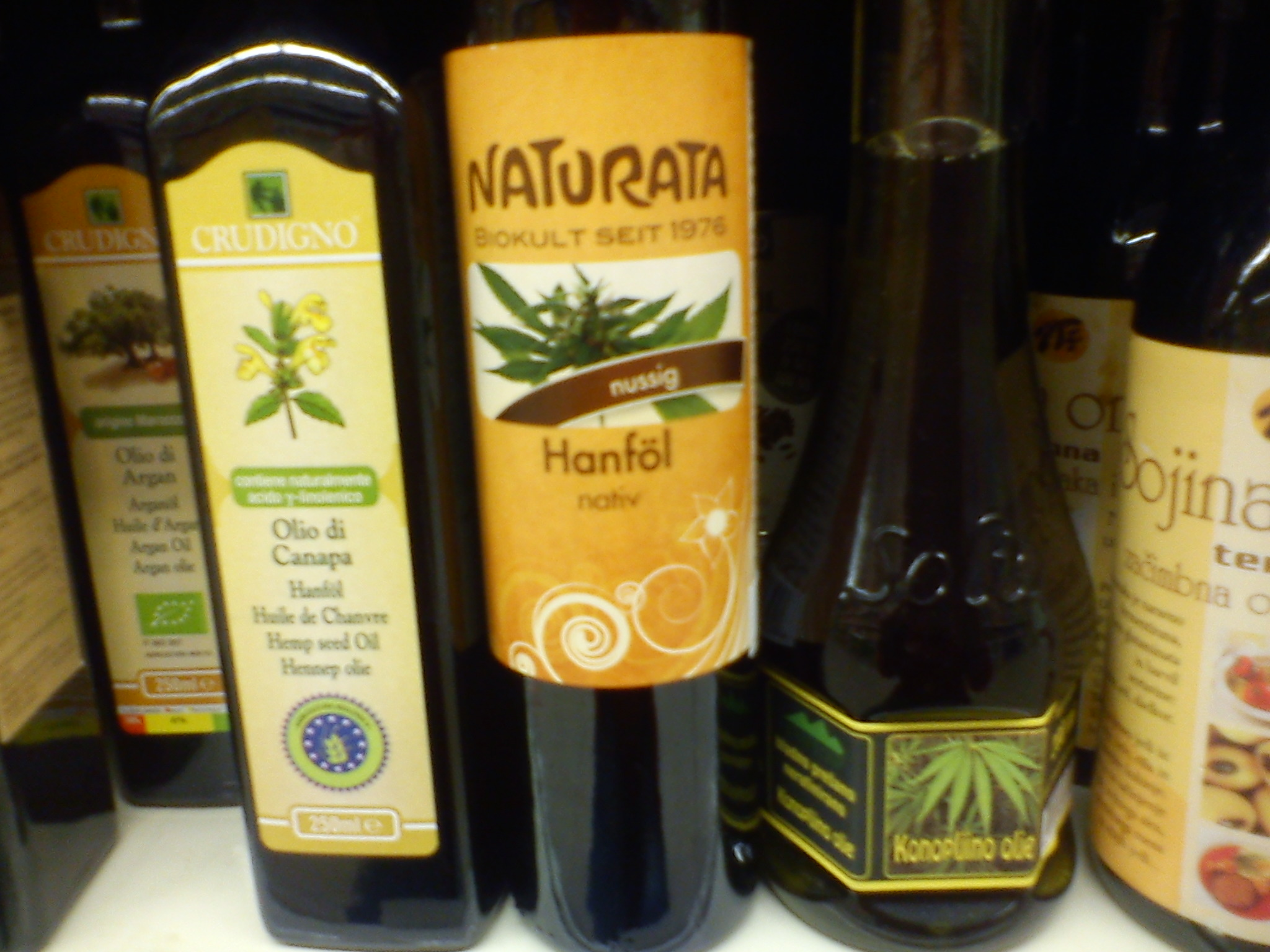
Bouteille d'huile de chanvre (Hanföl en allemand).

L'huile de chanvre est obtenue en pressant des graines de chanvre. Elle ne doit pas être confondue avec l'huile de haschich, un extrait huileux riche en tétrahydrocannabinol (THC) préparé à partir de fleurs de cannabis pour ses qualités médicinales.

## Description
Raffinée, l'huile de chanvre est claire, incolore et a peu de goût. Elle est riche en vitamines et en antioxydants. L'huile de chanvre industrielle est utilisée dans des lubrifiants, des peintures, des encres, du combustible et des matières plastiques. L'huile de chanvre est utilisée dans la production de savons, de shampooings et de détergents. L'huile a un ratio de 3:1 d'oméga-6, d'oméga-3 et d'acides gras essentiels.

## Composition
L'huile de chanvre contient :
- 10 % d'acides gras saturés
- 13 % d'acides gras mono-insaturés (AGMI)
- 77 % d'acides gras poly-insaturés (AGPI) dont 59,5 % d'oméga-6 (acide linoléique) et 17,5 % d'oméga-3 (acide gamma-linolénique en majorité, acide stéaridonique)

L'huile issue de chènevis contient en outre 8 % de graisses saturées, 55 % d'acide linoléique et 25 % d'acide α-linolénique. On y trouve des vitamines du groupe B (hydrophiles) et de la vitamine E (lipophile). Seule l'huile de lin contient une plus grosse proportion d'acide α-linolénique, mais l'huile de chènevis contient plus d'acides gras essentiels (80 % du volume total de l'huile).

## Fabrication

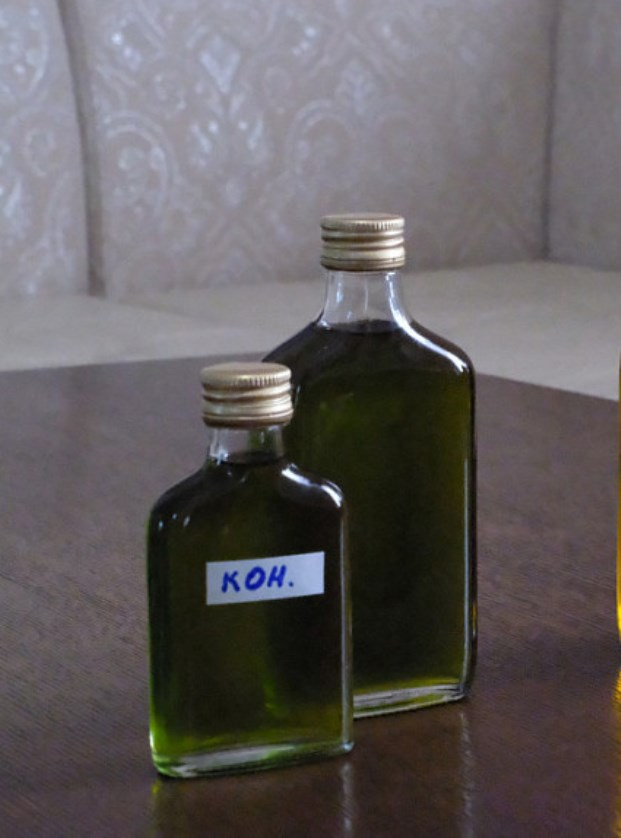
Un lot expérimental d'huile de chanvre produite en Bouriatie en bouteilles

L'huile de chanvre est fabriquée à partir de l'espèce que les botanistes nomment le chanvre cultivé (Cannabis sativa L.) qui ne contient pas de quantités significatives de tétrahydrocannabinol (THC), l'élément psychoactif  présent dans la plante de cannabis. Ce processus de fabrication inclut généralement le nettoyage de la graine à 99,99 %. Il n'y a pas de THC dans le chènevis, bien que des traces de THC peuvent être trouvés dans l'huile de chanvre lorsque de la matière végétale adhère à la surface de la graine au cours de la fabrication. La production moderne de l'huile de chanvre, en particulier au Canada, a réussi à faire baisser le THC depuis 1998.

## Nutrition
Environ 49 % du poids de chanvre est une huile comestible qui contient 76 % des acides gras essentiels :  l'acide linoléique, oméga-6 (LA, 54 %), l'acide alpha-linolénique, oméga-3 (ALA, 17 %), en plus de l'acide gamma-linolénique (GLA, 3 %) et de la graisse monoinsaturée (de 5 % à 11 %), et de l'acide stéaridonique (2 %). L'huile de chanvre contient 5 % à 7 % de gras saturés. En commun avec d'autres huiles, l'huile de chanvre fournit 9 kcal/g. En comparaison avec d'autres huiles culinaires, il est faible en acides gras saturés.
L'huile obtenue par pressage des chènevis jouit d'une excellente réputation diététique, en raison de sa teneur en acides gras de type oméga 3 (dont des oméga 3 SDA) et oméga 6 GLA (Acides Gamma Linoléique) ainsi qu'une faible teneur en acides gras saturés. Non-filtrée, elle a une couleur verte plus ou moins foncée selon les variétés. Elle a un goût de noisette pour certains. On la trouve en vente dans les boutiques bio ou naturelles et des boutiques spécialisées de vente d'huile, producteurs et revendeurs et depuis peu certains supermarchés. En 2010, son prix de vente moyen se situe entre vingt-cinq et quarante euros le litre.
Le  point de fumée de l'huile de chanvre est relativement faible et n'est pas adapté pour la friture. L'huile de chanvre est principalement utilisée comme une huile dans les compléments alimentaires.

## Polymère
En raison de ses propriétés de son polymère, l'huile de chanvre est utilisée seule ou mélangée avec d'autres huiles, de résines et de solvants comme un vernis de finition du bois, en tant que pigment liant dans les peintures à l'huile, et en tant que plastifiant et d'un durcisseur dans le mastic. Il a des usages similaires à l'huile de lin et des caractéristiques similaires à l'huile de tung. Elle entre aussi dans la composition de vernis, encres et autres produits techniques car l'huile tirée de la graine du chanvre est siccative, à l'instar de l'huile de lin.

## Carburant
L'huile de chanvre peut également être utilisé en tant que matière première pour la production à grande échelle de biodiesel. Ce combustible pour moteur (utilisé notamment par Rudolf Diesel, lors de la création de son moteur Diesel, le gazole arrivera bien plus tard). En 1937, Henry Ford a créé la Hemp Body Car, une voiture en grande partie faite de chanvre, plus léger mais aussi plus résistant que la carrosserie normale, et alimenté par de l'éthanol de chanvre (le carburant était affiné à partir des graines de la plante),.

## Cosmétiques
L'huile de chanvre est principalement utilisée dans les produits de soins du corps. En raison de son équilibre en acides gras poly-insaturés, l'huile de chanvre est très nourrissante pour la peau,. La présence d'oméga-3 lui confère des propriétés anti-inflammatoires, anti-desquamantes (peaux très sèches). Non comédogène, elle renforce le film hydrolipidique de l'épiderme et contribue à diminuer les pertes d'eau transcutanées. Elle renforce la cohésion entre les différentes couches de kératinocytes. L'utilisation d'une huile raffinée permet d'obtenir des émulsions sans odeur désagréable et stables dans le temps.

## Finition bois
L'huile de chanvre est une "huile siccative", car elle peut polymériser sous une forme solide. En raison de ses propriétés de formation de polymères, l'huile de chanvre est utilisée seule ou mélangée avec d'autres huiles, résines et solvants comme imprégnant et vernis dans la finition du bois, comme liant pigmentaire dans les peintures à l'huile et comme plastifiant et durcisseur dans le mastic.